# Jesper Mørkøv
Jesper Mørkøv (Kokkedal, 11 de març de 1988) és un ciclista danès, professional des del 2007 especialista en la pista.
El seu germà gran Michael també es dedica al ciclisme.

## Palmarès en pista
- 2010
  -  Campió de Dinamarca en puntuació
- 2011
  - 1a a la UIV Cup de Berlín (amb Nick Stöpler)
- 2013
  -  Campió de Dinamarca en puntuació
- 2014
  - Campió d'Europa de Derny
- 2015
  -  Campió de Dinamarca en Scratch
- 2016
  - 1r als Sis dies de Copenhaguen (amb Alex Rasmussen)